# Mutant
En mutant er et individ, hvis DNA har undergået mutation, dvs. en tilfældig ændring i arveegenskaberne. I princippet er vi alle mutanter, idet hvert individ i gennemsnit har mellem 50 og 100 unikke mutationer, som ikke findes hos forældrene, men som regel bruges betegnelsen om individer, hvis mutationer er enten synlige eller har funktionelle konsekvenser.

## Eksempler
Eksempler på velkendte menneskelige mutanter er albinoer, folk med flere eller færre tæer, fingre, brystvorter etc.
Blå øjenfarve er ligeledes resultatet af en mutation. Muligvis havde alle mennesker oprindeligt brune øjne, hvor blå, grønne og andre farvenuancer alle er en mutation i farvepigmentet.

## Radioaktiv stråling og mutationer
Mutationer kan fremprovokeres ved udsættelse for radioaktiv stråling. En ulykke på Tjernobyl-værket gav anledning til udslip af radioaktivt materiale, og resulterede i øgede mutationstater i både planter og dyr, og øget forekomst af skjoldbruskkirtelcancer hos mennesker i Hviderusland, Ukraine og Rusland.

## Mutanter i populærkulturen
Mutanter har i mange år været populært hos science fiction romanskrivere. Ligeledes er der også lavet utallige film, hvor mutanter indgår. En af de film, hvor mutation bærer basis for filmen er filmene "X-Men", hvor mutationer træder i kraft i form af overudviklede parapsykologiske egenskaber, eller ekstraordinære fysiske egenskaber (styrke, helingstid, form-ændring m.m.)